# 2006-os jégkorong-világbajnokság
A 2006-os jégkorong-világbajnokság a 70. világbajnokság volt, amelyet a Nemzetközi Jégkorongszövetség szervezett. A vb-ken 45 csapat vett részt, négy szinten. A világbajnokságok végeredményei alapján alakult ki a 2007-es jégkorong-világbajnokság főcsoportjának illetve divízióinak mezőnye.

## Főcsoport
A főcsoport világbajnokságát 16 csapat részvételével május 5. és május 21. között rendezték Lettországban.
- Svédország – Világbajnok
- Csehország
- Finnország
- Kanada
- Oroszország
- Fehéroroszország
- Egyesült Államok
- Szlovákia
- Svájc
- Lettország
- Norvégia
- Ukrajna
- Dánia
- Olaszország
- Kazahsztán – Kiesett a divízió I-be
- Szlovénia – Kiesett a divízió I-be

## Divízió I
A divízió I-es jégkorong-világbajnokság A csoportját Amiensben, Franciaországban, a B csoportját Tallinnban, Észtországban április 23. és 30. között rendezték.
| A csoport - Németország – Feljutott a főcsoportba - Franciaország - Japán - Magyarország - Nagy-Britannia - Izrael – Kiesett a divízió II-be | B csoport - Ausztria – Feljutott a főcsoportba - Litvánia - Lengyelország - Észtország - Hollandia - Horvátország – Kiesett a divízió II-be |

## Divízió II
A divízió II-es jégkorong-világbajnokság A csoportját Szófiában, Bulgáriában március 27. és április 2. között, a B csoportját Aucklandban, Új-Zélandon április 3. és 9. között rendezték.
| A csoport - Románia – Feljutott a divízió I-be - Bulgária - Belgium - Szerbia és Montenegró - Spanyolország - Dél-afrikai Köztársaság – Kiesett a divízió III-ba | B csoport - Kína – Feljutott a divízió I-be - Dél-Korea - Ausztrália - Észak-Korea - Mexikó - Új-Zéland – Kiesett a divízió III-ba |

## Divízió III
A divízió III-as jégkorong-világbajnokságot Reykjavíkban, Izlandon rendezték április 24. és 29. között.
- Izland – Feljutott a divízió II-be
- Törökország – Feljutott a divízió II-be
- Örményország
- Írország
- Luxemburg